# Madhav Rao I

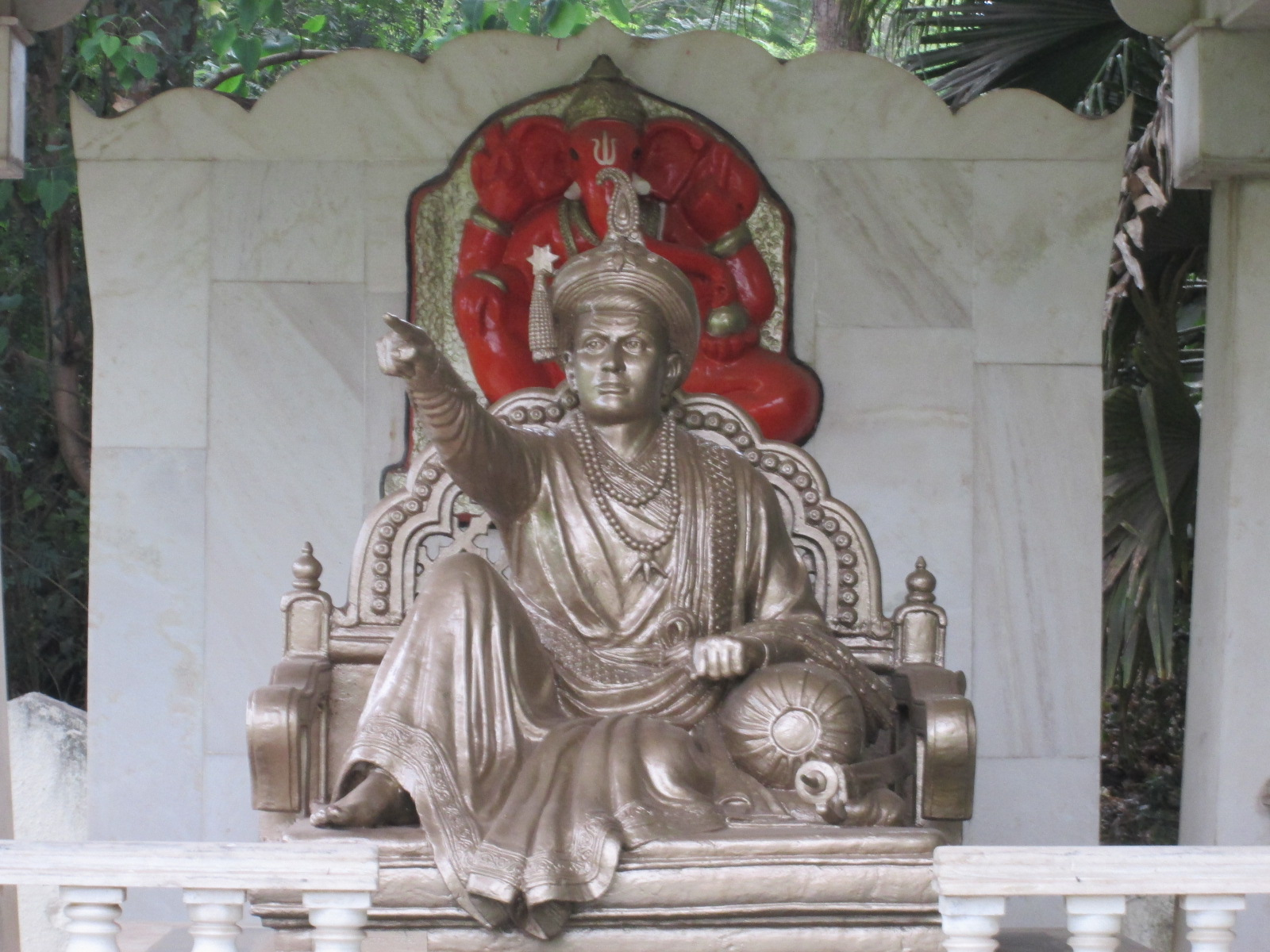
Standbeeld van peshwa Madhav Rao I in Pune.

Pradhanpant Shrimant Madhav Rao I Ballal (Savanur, 16 februari 1746 - Theur, 18 november 1772) was peshwa van het Maratharijk tussen 1761 en zijn dood in 1772. Hij volgde zijn vader Balaji Baji Rao op, die kort na de voor de Maratha's desastreuze nederlaag in de Derde Slag bij Panipat stierf. Dankzij de militaire overwinningen van zijn oom Raghunath Rao wisten de Maratha's tijdens de regering van Madhav Rao hun macht over het noorden van India te herstellen.

## Levensloop en regering
Madhav Rao was de tweede zoon van peshwa Balaji Baji Rao (regeerde van 1740 tot 1761) en diens vrouw Gopikabai. Een oudere broer, Vishwas Rao, sneuvelde in de slag bij Panipat. Toen kort daarop de vader ook stierf, werd de 16-jarige Madhav Rao op 20 juli 1761 tot peshwa benoemd. Zijn oom Raghunath Rao kreeg de rol van regent, maar al snel bleken de twee niet goed overweg te kunnen. De situatie was ernstig voor de Maratha's. De nizam van Haiderabad zag de benoeming van de jonge peshwa en de onenigheid in de ranken van de Maratha's als een kans om verloren gebied te herstellen. Sommige generaals van de Maratha's, zoals radja Janoji Bhonsle, aarzelden bovendien om Madhav Rao als peshwa te erkennen.
Het kwam al snel tot een openlijk conflict tussen de peshwa en zijn oom. De aanleiding was dat de nizam van Haiderabad met een leger van 60.000 man het Maratharijk binnenviel en snel doorstootte tot vlak bij Poona. Daar werd de nizam door de Maratha's tot staan gebracht, maar de peshwa verschilde van mening met zijn oom over het vredesverdrag dat volgde. Raghunath Rao kwam daarop openlijk in opstand en begon troepen te verzamelen om met Madhav Rao af te rekenen. Hij sloot daarbij een bondgenootschap met de nizam.
Uiteindelijk lukte het de ervaren generaal Malhar Rao Holkar de twee partijen te verzoenen. Raghunath Rao erkende Madhav Rao als peshwa, maar kreeg het bevel over alle militaire zaken. Raghunath Rao vertrok naar het noorden om het gezag van de Maratha's daar te herstellen. Tijdens zijn campagnes bouwde hij echter ook een eigen machtsbasis op die een bedreiging voor de peshwa vormde.
Madhav Rao voerde enkele veldtochten tegen de nizam van Haiderabad. In 1763 versloeg hij de nizam in de Slag bij Rakshabhuvan. De nizam stond daarop het gebied dat hij in 1761 gewonnen had, waaronder Balkhi, Bidar en Naldurg af aan de Maratha's. Dit betekende dat het Maratharijk hersteld werd als de belangrijkste macht op de Dekan.
In 1766 ontmoetten de beide leiders elkaar en kwam het tot een betere verstandhouding. Met behulp van de nizam voerde Madhav Rao in januari 1766 een verrassingsaanval uit op Janoji Bhonsle, de radja van Nagpur, die gedwongen werd in de peshwa zijn meerdere te erkennen. 

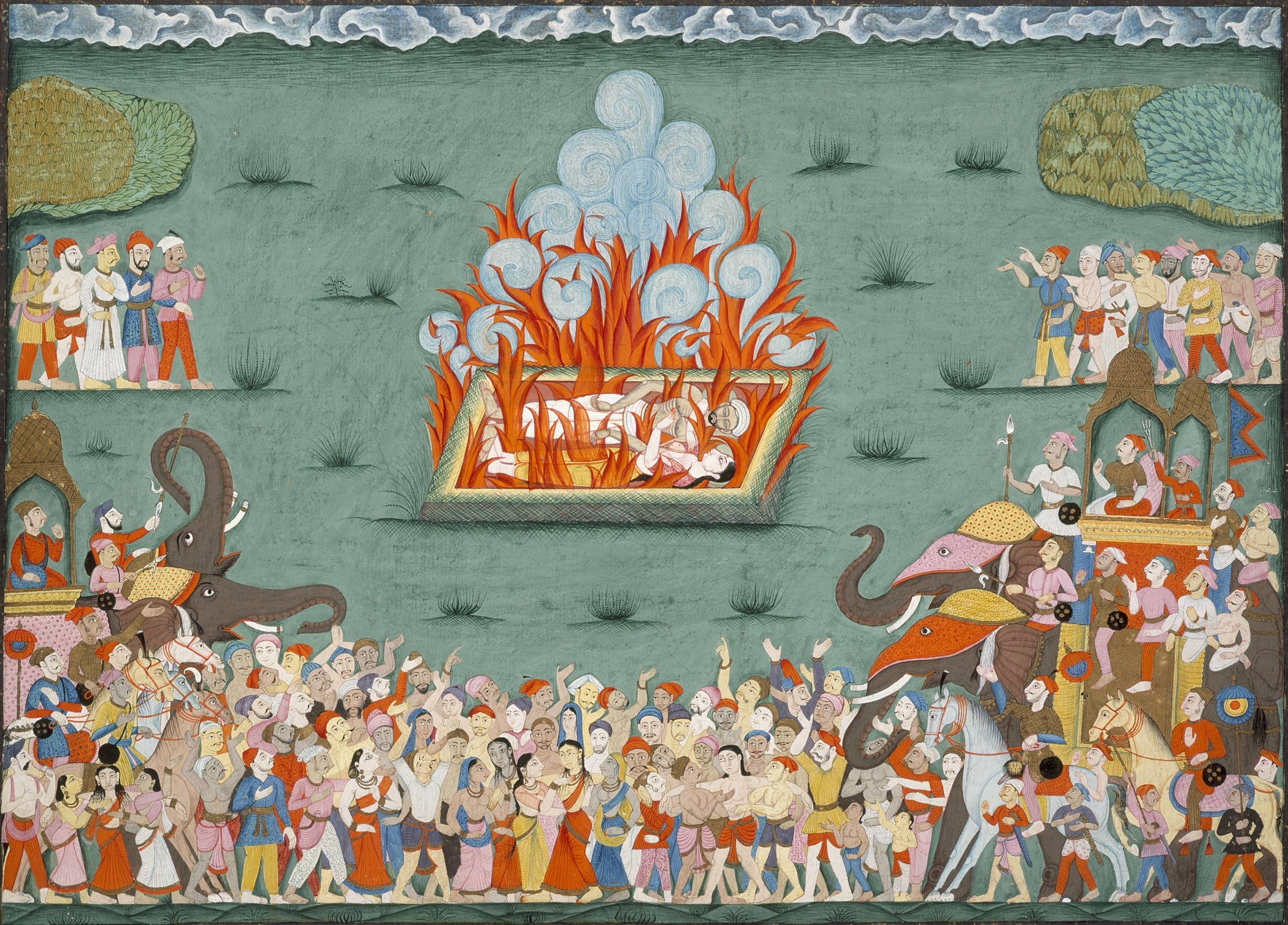
De weduwenverbranding ("sati") van Madhav Rao's vrouw Ramabai. Aquarel en bladgoud, Pune, rond 1772-1775.

In 1768 kwam Raghunath Rao opnieuw in opstand. Ditmaal versloeg Madhav Rao zijn oom en plaatste hem onder huisarrest. De campagne duurde tot april 1769, toen de peshwa Nagpur onderwierp. Bhonsle had namelijk met Raghunath Rao samen geheuld. De verovering van Nagpur maakte grote indruk en de peshwa werd nu alom geaccepteerd als onbetwiste leider van de Maratha's.
Madhav Rao voerde ook twee maal oorlog tegen Haider Ali, de sultan van Mysore. De Britten, die in Bombay een handelskolonie hadden, hadden in Haider Ali een gemeenschappelijke vijand, omdat de sultan zich met de Fransen geallieerd had. In 1767 en 1772 bezochten Britse gezanten Poona om tot een bondgenootschap te komen, maar tot veel concreets leidde dit vooralsnog niet.
In 1772 overleed Madhav Rao op 27-jarige leeftijd aan tuberculose, na een langdurig ziekbed. Hij werd opgevolgd door zijn jongere broer Narayan Rao. Tijdens zijn ziekte had hij geprobeerd zich met zijn oom Raghunath Rao te verzoenen om die te bewegen zijn jongere broer terzijde te staan. Dit zou tevergeefs blijken, want in 1773 liet Raghunath Rao de nieuwe peshwa vermoorden.